# گوگا (بازیکن فوتبال)
خوسه آگوستو سانتانا دوس سانتوس (به پرتغالی: José Augusto Santana dos Santos) معروف به گوگا (Guga) بازیکن فوتبال در پست مهاجم/هافبک اهل برزیل است که در شهر Rosário do Catete و در تاریخ ۱۴ مارس ۱۹۷۷ به دنیا آمده‌است.

## باشگاهی
گوگا در تیم‌های فوتبال اتلتیکو مینیرو، فلامینگو، باشگاه ورزشی اینترناسیونال، سانتوس، بوتافوگو، باشگاه فوتبال هجر عربستان سعودی، سرزو اوساکا و اتلتیکو پارانائنزه سابقهٔ حضور دارد.